# أبوسوم روبنسون الفأر
أبوسوم روبنسون الفأر (الأسم العلمي:Marmosa robinsoni)، هو نوع من الأبوسوم يتواجد في بليز وكولومبيا والإكوادور وغرينادا وهندوراس وبنما وبيرو، وترينيداد وتوباغو وفنزويلا.